# Ingmar Maayen
Ingmar Maayen (Leiden, 29 januari 1988) is een Nederlands voetballer die als aanvaller speelt. Hij speelde eerder voor DSO, in de jeugdopleiding van Feyenoord en in de hoofdmacht van FC Utrecht. Hij speelde in de onder-15, onder-16 en onder-17-teams van het Nederlands elftal.
Maayen maakte op (19 augustus 2007) tegen Feyenoord zijn debuut in de hoofdmacht van FC Utrecht. In de zomer van 2010 tekende hij een contract bij AGOVV. Na in de zomer van 2012 bij Team VVCS gespeeld te hebben, sloot hij voor het seizoen 2012/13 aan bij FC Dordrecht. In Januari 2013 tekende hij een contract voor een half jaar bij Etar Veliko Tarnovo in Bulgarije. In het seizoen 2013/14 speelt hij voor SC Telstar. Na twee seizoenen bij SVV Scheveningen ging hij in 2016 voor RVVH spelen. In het seizoen 2017/18 kwam hij uit voor XerxesDZB en hierna speelde hij voor VV Smitshoek.